# Rumex arcuatoramosus
Rumex arcuatoramosus är en slideväxtart som beskrevs av Karl Heinz Rechinger. Rumex arcuatoramosus ingår i släktet skräppor, och familjen slideväxter. Inga underarter finns listade i Catalogue of Life.